# تل غازي
تل غازي (بالكردية: Gazê‏) هي قرية سوريّة تتبع إداريّاً لمحافظة حلب منطقة عفرين ناحية مركز عفرين. بلغ تعداد سكانها 51 نسمة حسب التعداد السكاني لعام 2004، و548 نسمة حسب قيود السجل المدني لنهاية عام 2005.